# Apamea basalis
Apamea basalis là một loài bướm đêm trong họ Noctuidae.